# Dachboulag (Khodjaly)
Dachboulag (en azéri : Daşbulaq) est un village situé dans le raïon de Khodjali en Azerbaïdjan.

## Histoire
Le village était connu historiquement sous le nom de Karaghbyur (arménien : Քարաղբյուր) puis d'Astghashen (arménien : Աստղաշեն).
Sous la période soviétique, il fait partie entre 1923 et 1991 de l'oblast autonome du Haut-Karabagh, au sein de la république socialiste soviétique d'Azerbaïdjan. Après son indépendance en 1991, l'État azerbaïdjanais l'intègre officiellement dans le raïon de Khodjali.
En 1992, lors de la guerre du Haut-Karabagh, le village passe sous le contrôle de la république autoproclamée du Haut-Karabagh et fait partie de la région d'Askeran.
En novembre 2020, à l'issue de la seconde guerre du Haut-Karabagh, le village demeure dans le territoire contrôlé par le Haut-Karabagh, sous la protection des forces d'interpositions russes.
À la suite de l'offensive éclair des forces armées azerbaïdjanaises les 19 et 20 septembre 2023, le village repasse sous le contrôle de l'Azerbaïdjan, comme l'ensemble du Haut-Karabagh, entraînant l'exode de ses habitants vers l'Arménie.

## Démographie
La population s'élevait à 520 habitants en 2005.